# Montastruc (Tarn-et-Garonne)
Montastruc é uma comuna francesa na região administrativa de Occitânia, no departamento de Tarn-et-Garonne. Estende-se por uma área de 4,67 km². Em 2010 a comuna tinha 303 habitantes (densidade: 64,9 hab./km²).